# 市町村てくてく散歩
『市町村てくてく散歩』（しちょうそんてくてくさんぽ）は、千葉テレビ放送（チバテレ）で2021年5月7日から放送の旅番組である。

## 概要
2007年6月から2021年3月にかけて放送された『おじゃまします市町村街かどクイズ』（以後、『街かどクイズ』と表記）の事実上の後継番組として、2021年5月より放送。
『街かどクイズ』は、毎週千葉県内の市町村をMCが訪れ、一般人相手に市町村のクイズを出題するクイズ番組であった。しかし2020年から、新型コロナウイルスの影響によりこのスタイルでの放送が事実上不可能となった。そのため、『街かどクイズ』は一時期番組休止、そして再開後も路線変更を余儀なくされ、やむを得ず2021年3月で番組終了した。
当番組では、毎回1人（または2人組）の芸能人が、千葉県内の特定の市町村を旅するというものである。途中で、その市町村の市町村長が出演またはVTR出演し、その市町村のPRを行っている。出演する芸能人は、千葉県出身の芸能人や、チバテレの他番組でも出演が多いプロダクション人力舎やサンミュージックプロダクション所属者などとなっている。
毎年7月頃の全国高等学校野球選手権千葉大会期間中は、22時台に『高校野球ダイジェスト』が放送されるため、翌土曜日の別時間帯に振り替えされる。
月末最終金曜日は放送が休止となる。
また、改編期や年末年始は、編成の都合上1ヶ月程度休止されることが殆どである。
不定期ではあるが、55分の特別番組を土曜日夕方に異時放送する場合がある。2025年3月放送分から特別番組放送時に限り、地上波での放送終了後から在京民放キー局5社共同運営の動画配信サービスであるTVerにて期間限定で見逃し配信も行っている。

## 出演者
以下は、複数回出演経験がある出演者を記載。
◎ - 千葉県出身者
◇ - 前述の『熱血BO-SO TV』元レギュラー
- アイデンティティ
- AMEMIYA - ◎
- AKB48 - ◇[注 3]
概ね月1回程度は出演しており、後述する元AKBメンバーも含め最も出演頻度が高いと言える。
2023年7月15日までは、後述する吉川ともう1名のあわせて2名での出演が殆どであった。
- 元AKB48メンバー
  - 入山杏奈 - ◎
  - 岩佐美咲 - ◎◇
  - 大和田南那 - ◎
  - 平嶋夏海
  - 吉川七瀬 - ◎
2023年7月15日まではAKB48メンバーとして月1回程度出演。卒業後は吉川単独で、2023年9月22日より出演。
- 小野真弓 - ◎◇
- 折原みか - ◎
- 倉持由香 - ◎
- ゴー☆ジャス
- JP
- 宍戸開
- それもまた一興 - ◎（松岡仁のみ）[注 4]
- ターリーターキー
- 高田秋
- トミドコロ - ◎
- にしおかすみこ - ◎◇
- 野々宮ミカ - ◎
- 橋本良亮（A.B.C-Z） - ◎
番組初回（2021年5月7日）の出演者。橋本は同じ金曜日の『ちば朝ライブ モーニングこんぱす』にもメインパーソナリティとして生出演しており、番組内で当番組の予告を行う場合は、その日の当番組が橋本の出演日でなくても「橋本さんも出演している『市町村てくてく散歩』」と紹介されている。また単発ではあるが、同番組メインパーソナリティの新浜レオン、春風亭昇々、副島淳（副島を除き、◎）も当番組出演歴がある。
- 彦摩呂
- 水沢駿 - ◇
- もものはるな
- ラッシャー板前 - ◎
- りんごちゃん

## ネット局
| 放送対象地域 | 放送局                      | 系列   | 放送曜日・時間     | 備考   |
| ------------ | --------------------------- | ------ | ------------------ | ------ |
| 千葉県       | 千葉テレビ（チバテレ、CTC） | 独立協 | 金曜 22:00 - 22:15 | 制作局 |